# Football Club La Chaux-de-Fonds
Il Football Club La Chaux-de-Fonds è una società calcistica svizzera con sede nella città di La Chaux-de-Fonds. La sua fondazione risale al 4 luglio 1894, e nel 1900 era la tredicesima squadra della Federazione calcistica della Svizzera. Milita nella Prima Lega, la quarta divisione del campionato svizzero.

## Storia
Dopo aver inaugurato lo stadio nel 1940 cominciò l'età d'oro della squadra. Fra il 1948 e il 1964 il club vinse sei volte la Coppa di Svizzera e divenne tre volte campione svizzero. Negli anni 1954 e 1955 vinse sia il campionato che la Coppa di Svizzera.
Nel 1987 l'FC La Chaux-de-Fonds retrocesse in seconda divisione e nel 1993 retrocesse addirittura nella 1. Lega (terza divisione).
Nel 2003 ha ottenuto la promozione nella Challenge League. Nelle stagioni 2005-06 e 2006-07 è stato Direttore Sportivo del Club Fabrizio Zaccone. Nella stagione 2005-06 il FC La Chaux-de-Fonds raggiunge un 5º posto come piazzamento finale nella Challenge League, per il Club il miglior risultato degli ultimi 20 anni.
Alla sua guida nel campionato 2008-09 c'è una vecchia gloria del calcio italiano, Stefano Maccoppi, che compie un autentico miracolo nel salvare i giallo-blu dalla retrocessione.
Alla fine della stagione però, a causa di seri problemi finanziari, alla squadra è stata negata la licenza per l'ammissione alla stagione successiva della Challenge League. Il FC La Chaux-de-Fonds deve ricominciare dalla quinta serie nazionale, la Seconda Lega.

### Cronistoria
- 1894 - 1900: ?
- 1900 - 1937: Divisione Nazionale A
- 1937 - 1938: Divisione Nazionale B
- 1938 - 1942: Divisione Nazionale A
- 1942 - 1943: Divisione Nazionale B
- 1943 - 1946: Divisione Nazionale A
- 1946 - 1947: Divisione Nazionale B
- 1947 - 1974: Divisione Nazionale A
- 1974 - 1975: Divisione Nazionale B
- 1975 - 1976: Divisione Nazionale A
- 1976 - 1979: Divisione Nazionale B
- 1979 - 1980: Divisione Nazionale A
- 1980 - 1983: Divisione Nazionale B
- 1983 - 1987: Divisione Nazionale A
- 1987 - 1993: Divisione Nazionale B
- 1993 - 2003: Prima Lega
- 2003 - 2009: Divisione Nazionale B
- 2009 - 2013: Seconda Lega
- 2013 - 2014: Seconda Lega Interregionale
- 2014 - 2016: Prima Lega
- 2016 - 20??: Promotion League
- 20?? - : Prima Lega

(Legenda: Divisione Nazionale A = 1º livello / Divisione Nazionale B = 2º livello / Prima Lega = 3º livello / Seconda Lega Interregionale = 4º livello / Seconda Lega = 5º livello / Terza Lega = 6º livello / Quarta Lega = 7º livello / Quinta Lega = 8º livello)

## La Chaux-de-Fonds nelle coppe europee
| Stagione | Torneo             | Turno       | Nazione               | Club             | Andata | Ritorno | Totale |
| -------- | ------------------ | ----------- | --------------------- | ---------------- | ------ | ------- | ------ |
| 1961-62  | Coppa delle Coppe  | Preliminare | Portogallo (bandiera) | Leixões SC       | 6-2    | 0-5     | 6-7    |
| 1964-65  | Coppa dei Campioni | 1º turno    | Francia (bandiera)    | AS Saint-Étienne | 2-2    | 2-1     | 4-3    |
|          |                    | Ottavi      | Portogallo (bandiera) | SL Benfica       | 1-1    | 0-5     | 1-6    |

## Stadio
Il FC La Chaux-de-Fonds gioca le partite casalinghe allo stadio La Charrière costruito nel 1940, ha una capienza di 12.700 spettatori (2 500 seduti e 10 200 in piedi). Le dimensioni sono 110 m per 68 m.

## Giocatori celebri
- Charles Antenen - 35° Pallone d'oro 1961

## Palmarès

### Competizioni nazionali
- Campionato svizzero: 3

1953-1954, 1954-1955, 1963-1964
- Coppa Svizzera: 6

1947-1948, 1950-1951, 1953-1954, 1954-1955, 1956-1957, 1960-1961
- Prima Lega: 2

1937-1938, 1942-1943
- Lega Nazionale B: 2

1978-1979, 1982-1983
- Prima Lega Classic: 1

2015-2016

### Competizioni interregionali
- Seconda Lega interregionale: 1

2014-2015 (gruppo 2)

### Altri piazzamenti
- Campionato svizzero:

Secondo posto: 1916-1917, 1955-1956
Terzo posto: 1904-1905, 1948-1949, 1950-1951, 1956-1957, 1959-1960, 1961-1962, 1962-1963
- Coppa Svizzera:

Finalista: 1963-1964
Semifinalista: 1927-1928, 1930-1931, 1961-1962, 1985-1986
- Challenge League:

Secondo posto: 1946-1947, 1974-1975
- 1ª Lega:

Secondo posto: 2015-2016 (gruppo 1)
- Och Cup:

Finalista: 1921, 1922